# 安洛苗族彝族满族乡
安洛苗族彝族满族乡是中华人民共和国贵州省毕节市金沙县下辖的一个民族乡。位于贵州省金沙县西南面，为大方、黔西、金沙三县交界之地。金沙县位于贵州省西北部，毕节地区东部。地处乌蒙山脉和娄山山脉交汇处，坐落于乌江流域和赤 水河流域之间。东邻历史名城遵义，南毗贵阳，西靠毕节，北达四川，与贵遵、贵毕高速公路紧紧相连。全乡共辖26个村，109个村民组。

## 行政区划
安洛苗族彝族满族乡下辖以下村级行政区划单位：
安洛河村、大贤村、桂花村、坪子寨村、下坝村、大萝卜村、木杉嘎村和宋家坪村。